# 西武沿線少年野球大会
よみうり杯争奪西武沿線少年野球大会（よみうりはいそうだつせいぶえんせんしょうねんやきゅうたいかい）とは、西武鉄道沿線で行われる軟式少年野球の大会である。主催は所沢市をはじめとする西武沿線少年野球連盟。

## 概要
- 開催：西武沿線少年野球連盟
- 共催：西武鉄道、読売新聞東京本社
- 後援：西武ライオンズ、ナガセケンコー、報知新聞社、埼玉県西部読売会
- 特別協賛：日本ティーボール協会、飯能信用金庫

主なチームの参加地区は埼玉県所沢市、川越市、狭山市、飯能市、入間市、富士見市、ふじみ野市、秩父郡、東京都東村山市、清瀬市である。
第一回大会は昭和56年(1981年）に開催され、以降毎年開催されている。
開会式はベルーナドームにて例年3月下旬に全参加チーム対象で開催される。2018年までは土日の開催だったが、2019年からは平日開催となっている。開会式後に各チームの主将が参加する市対抗親善試合や4年生が主体（3年生も参加可）のティーボール親善交流試合が行われる。親善試合についてはお母さんチームも参加する。
また別日に「ライオンズ応援デイ」が開催され、参加チームの選手、指導者、保護者が西武ライオンズの公式戦に特別招待される。観戦後、球場が解放されナガセケンコー社製プレイキャッチやユーボールを使用しキャッチボールができる。
Aリーグ（6年生以下）とBリーグ（5年生以下）の2つのリーグに分けて行われる。
各リーグ７～８チーム程度を1ブロックとし13～15ブロック(Aリーグ）の予選が行われる（Bリーグは10～12ブロック程度）。ブロックで優勝したチームのみ決勝トーナメントに勝ち進める。ブロック予選についてはトーナメント戦であり、決勝トーナメントは各ブロックの優勝チームが再度抽選を行い繰り広げられる。決勝戦についてはメットライフドームで行われる（2020年度はオリンピックの影響と球場の改修工事の関係で航空公園野球場で行われ、また新型コロナウイルスの影響によりBチームによる大会は行わずAチームのみとなった）。Aチームの優勝チームについては埼玉県読売少年野球ウィナーズカップ大会に出場資格が得られる（ウィナーズカップとは【東武よみうり新聞社旗争奪少年野球大会（東部）】【読売彩南東部少年野球大会（東部）】【読売旗争奪県北少年野球選手権大会（北部）】【埼玉県西部地区少年野球夏季大会（西部）】等、読売旗系の大会を制した8チームが出る事が出来る大会であり、県内出場チーム約450チームの頂点を決める、大宮県営球場で開催される大会である）。

## 過去の結果
○第41回(令和4年）
優勝 A西埼玉少年野球　B泉ホワイトイーグルス
準優勝 A上藤沢ライオンズ B 川越ワールドジュニアーズ
3位　A
3位　B
○第40回(令和3年）
優勝  A中富スカイラークス B泉ホワイトイーグルス
準優勝  A横瀬武甲　B大東スポーツクラブ
3位　A泉ホワイトイーグルス・角栄スターズ
3位　B双柳レッドソックス・西埼玉少年野球
○第39回(令和2年）　　　　
優勝     西埼玉少年野球
準優勝  大東スポーツクラブ 
3位      飯能一小フレンドリー・横瀬武甲
※新型コロナウイルスの感染予防の為Bリーグについては開催なし
〇第38回(平成30年）
優勝 A泉ホワイトイーグルスB西埼玉少年野球
準優勝　A川越スラッガーズB小鹿野カージナルスジュニア
3位 A角栄スターズ・久米川ファイターズ
3位 B霞ヶ関イーグルス・横瀬武甲
○第37回(平成29年）　　　　
優勝     A清瀬レッドライオンズB 清瀬ジャガーズ
準優勝  A新所沢ライノース  B小山ドラゴンズ
3位     A 泉ホワイトイーグルス　 B川越スラッガーズ
○第36回(平成28年）　　　　
優勝　  A椿峰少年野球 B泉ホワイトイーグルス　
準優勝  A宮寺ロビンス B新所沢ライノース
3位　 A長瀞ジャイアンツ B椿峰少年野球
○第35回(平成27年）　　　　
優勝　  A泉ホワイトイーグルス B柏原アローズ
準優勝  Aクラウン B小手指ファイターズ
3位　　A大東ｽﾎﾟｰﾂｸﾗﾌﾞ  B狭山バッファローズ
○第34回(平成26年）　　　
優勝　  A川越スラッガーズ　B仏子ドジャース
準優勝  A狭山レジェンズ B泉ホワイトイーグルス
3位　　A小鹿野ｶｰｼﾞﾅﾙｼﾞｭﾆｱ  Bワールド・ジュニア
4位　　A泉ホワイトイーグルス　B霞ヶ関イーグルス
○第33回(平成25年）　　　
優勝　  A所小ドリームス  B小鹿野ｶｰｼﾞﾅﾙｼﾞｭﾆｱ
準優勝  A川越スラッガーズ B柳瀬ジャイアンツ
3位　　A新所沢ライノース B川越スラッガーズ
4位　　A初雁フェローズ B泉ホワイトイーグルス  
○第32回(平成24年）　　  
優勝 　A新所沢ライノース　 B若狭ブルースカイ
準優勝 A小手指ファイタース B小手指ファイタース
3位　 Aみずほ台ヤンガース  B鶴小ﾆｭｰｽｶｲﾔｰｽﾞ
4位　A上福岡ジュピターズ　B霞ファイヤーズ
○第31回(平成23年）
優勝　 A小手指ファイタース B霞ファイヤーズ
準優勝 A所沢ﾆｭｰﾀｳﾝﾔﾝｷｰｽ  B小手指ファイターズ
3位　　A飯能一小ﾌﾚﾝﾄﾞﾘｰ B若狭ブルースカイ
4位　　A富士見ボンバーズ  B川越スラッガーズ
○第30回(平成22年）　　　
優勝　 A金子少年イーグルス B富士見ボンバーズ
準優勝 A水富セネタース　B泉ホワイトイーグルス
3位　　A狭山メジャーズ B飯能一小フレンドリー
4位　　A高階キングス B原市場ライオンズ
○第29回(平成21年）
優勝　A小手指ファイタース B金子少年イーグルス
準優勝 A所小選抜ドリームス B泉ホワイトイーグルス
3位　 A飯能一小フレンドリー B勝瀬キッズ
4位　A新所沢ライノース　 B高階南ヤンガース
○第28回(平成20年）
優勝　A横瀬武甲ｽﾎﾟｰﾂ少年団  B新所沢ライノース
準優勝 A清明スワローズ  B大東スポーツクラブ
3位 　A新所沢ライノース B勝瀬キッズ
4位　A泉ホワイトイーグルス B高階キングス
○第27回(平成19年）
優勝　A武蔵野並木ウイングス  B小鹿野ｶｰｼﾞﾅﾙｽｼﾞｭﾆｱ
準優勝 A小手指ファイタース  B川越スラッガーズ
3位　 A狭山メジャーズ　B柳瀬ジャイアンツ
４位　A三好ドリームズ B泉ホワイトイーグルス
○第26回(平成18年）
優勝　A川越スラッガー B小手指ファイタース
準優勝 A西武カージナルス　B柳瀬ジャイアンツ
3位 A新所沢ライノーズ　B入間川ベアーズ
4位 A霞ファイヤーズ　B泉ホワイトイーグルス
○第25回(平成17年)
優勝　A山王ヤンキース　B霞ファイヤース
準優勝 A三好ドリームズ　B霞ヶ関イーグルス
3位 A西武カージナルス B一小フレンドリー
4位 A清明スワローズ  B狭山台キングス
○第24回(平成16年）　　　
優勝　  A霞ヶ関イーグルス　B鶴小ニュースカイヤーズ
準優勝　A加治タイガース　 B横瀬武甲少年野球
3位　A富士見ボンバーズ　B荒川少年スポーツ少年団
4位  A若狭ブルースカイ B霞ファイヤーズ
○第23回(平成15年）
優勝 A泉ホワイトイーグルス　B若狭ブルースカイ
準優勝  A南古谷レーダース　B新所沢ライノーズ
3位　A富士見ファイヤーズ B林レッドスネークス
4位　A金子少年イーグルス B仏子ドジャース
○第22回(平成14年)
優勝　 A霞ヶ関イーグルス　B泉ホワイトイーグルス
準優勝  A原市場イーグルス　B横瀬武甲スポーツ少年団
3位　A新所沢ラウンダース B南古谷レーダース
4位　A所沢上安松ファイターズ   B新所沢ライノーズ
○第21回(平成13年)　　　
優勝  A泉ホワイトイーグルス　B富士見ビクトリー
準優勝  A寺尾パワーズ　　B霞ヶ関イーグルス　　　　
3位　A高階南ヤンガース　B初雁フェローズ
4位　A野田ドジャース　　B原市場ライオンズ 
○第20回(平成12年) 
優勝　 A霞ファイヤーズ　B川越スラッガーズ
準優勝  A川越スラッガーズ　B原市場ライオンズ
3位　A初雁フェローズ　B精明スワローズ
4位　A狭山ライオンズ　B加治タイガース